# Mural feminista de la Concepción
El mural feminista de la Concepción es una pintura mural titulada La unión hace la fuerza, que fue realizada por el colectivo español Unlogic Crew en el muro exterior del centro deportivo municipal del barrio de la Concepción de Madrid y que muestra los rostros de quince mujeres referentes del feminismo. El proyecto se seleccionó en 2018 a través de una consulta en Decide Madrid (la plataforma de participación ciudadana del Ayuntamiento de Madrid) y su diseño fue elaborado con la participación del vecindario del distrito de Ciudad Lineal.
En 2021, el mural fue vandalizado por colectivos de extrema derecha. El ataque a la obra fue respondido con una serie de réplicas en otras localidades de España.

## Historia
En mayo de 2018, la Mesa de Igualdad y Diversidad a través de la Comisión Permanente del Foro Local del distrito de Ciudad Lineal realizó la proposición n.º 2018/444890 para realizar un «mural pictórico contra la violencia machista» en la entrada del polideportivo del barrio de la Concepción situado en la calle José del Hierro n.º 5. Una vez finalizado el pleno, se incluyó la propuesta en el proyecto Compartiendo Muros del Área de Gobierno de Cultura y Deportes del Ayuntamiento de Madrid.

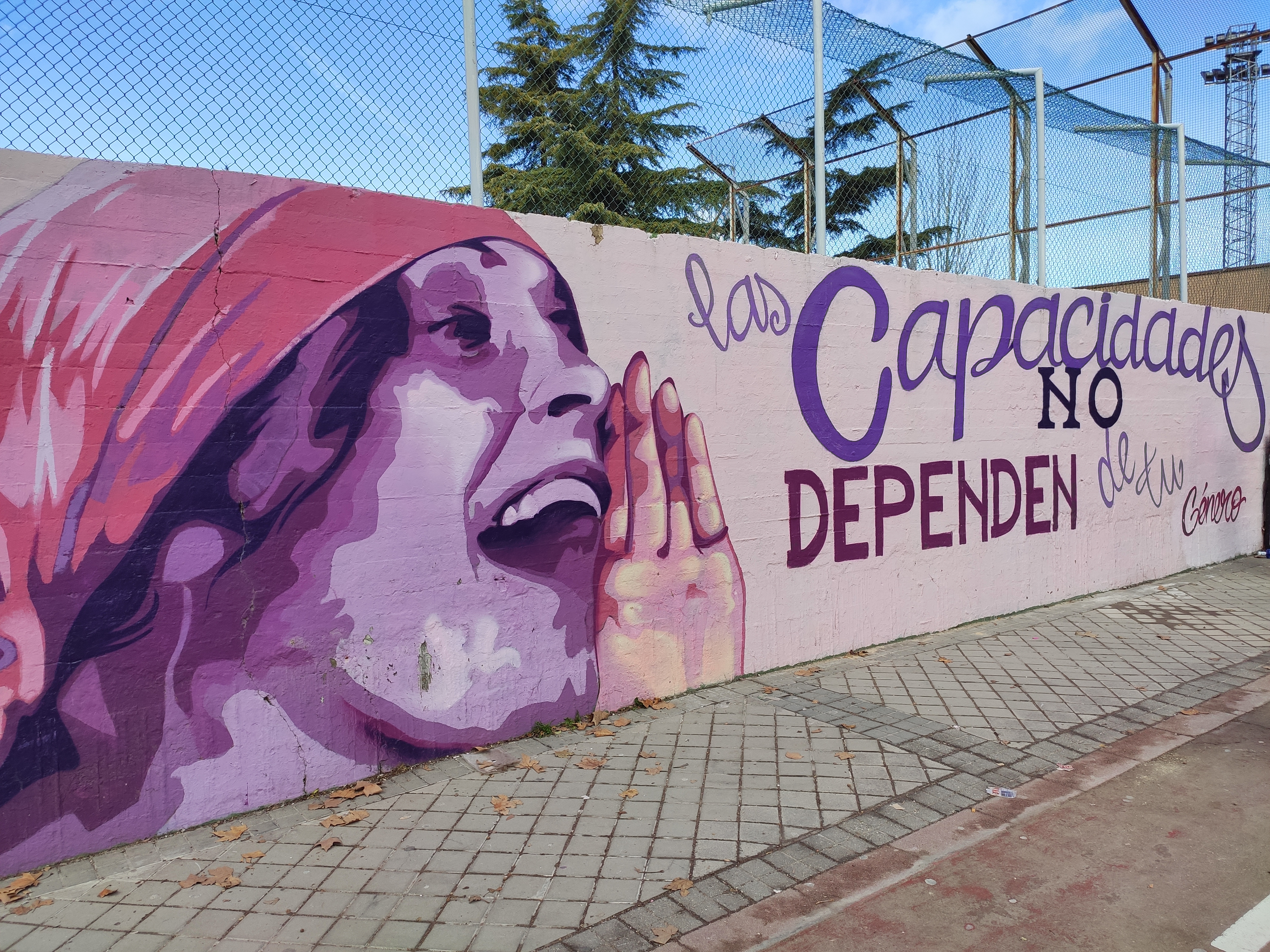
«Las capacidades no dependen de tu género». La mujer en la que se inspira esta parte del mural es Lilia Brik, quien también aparece en el icónico póster de 1924 de Alexander Rodchenko.

Después de pasar por una consulta pública mediante el portal municipal de participación ciudadana Decide Madrid, donde se presentaba el proyecto «La unión hace la fuerza», se decidió adjudicar la realización del mural al colectivo artístico Unlogic Crew. La propuesta feminista, que había sido consensuada por los vecinos unas semanas antes, se presentaba con esta introducción:
El diseño supone una representación directa de aquellas mujeres que han luchado por visibilizar y dar voz a la posición de la mujer a nivel social, familiar y económico. Estas mujeres, de tan diversos ámbitos, han superado retos, han roto barreras y se han convertido en referentes de la defensa de la mujer y la igualdad. La exhibición directa de sus rostros, como conjunto, supone visibilizar la fuerza colectiva imparable de quienes luchan por estos fines, y miran directamente al espectador, a quien pretenden concienciar y transmitir su mensaje. 
El mural, con el lema «Las capacidades no dependen de tu género», se realizó entre el 13 y el 26 de septiembre, dejando los últimos tres días para que participara en su finalización cualquier vecino del barrio.

### Intento de eliminación y reacción de la ciudadanía
En enero de 2021 el partido político Vox solicitó a la Junta Municipal de Distrito de Ciudad Lineal que se borrara el mural por su «mensaje político», calificándolo como «femimarxista radical». La proposición, que fue aprobada el 21 de enero de 2021 por el Partido Popular y Ciudadanos (que estaban gobernando en coalición desde 2019 en el Ayuntamiento de Madrid gracias al apoyo de Vox) incluía la sustitución del mural «por uno dedicado a deportistas y al deporte y que no contenga ningún mensaje político, únicamente deportivo».
La reacción de las asociaciones vecinales como la Valle Inclán de Prosperidad, La Vecinal de Pueblo Nuevo y Barrio Bilbao, el Sol de la Conce, la Asociación Vecinal de Quintana o las Asociaciones de Madres y Padres de Alumnos (AMPAs) de los colegios Nuestra Señora de la Concepción, Carlos V, México, San Benito, Leopoldo Alas, Miguel Blasco Vilatela, San Juan Bosco, San Juan Bautista y Colegio Cultural Elfo fue de rechazo a la eliminación de este mural. También se mostraron contrarios a la decisión los partidos políticos Más Madrid, Podemos, PSOE e Izquierda Unida.
Vox ha realizado procedimientos similares para eliminar otros símbolos de izquierdas en la ciudad de Madrid. Al comienzo de 2021, se debatió en la Junta Municipal de Distrito de Carabanchel la eliminación del mural en homenaje al movimiento 15-M en la plaza de Oporto, aunque en este caso la proposición no prosperó por la abstención de Ciudadanos. Anteriormente, a finales de 2020, consiguió que se retirara la placa en la Plaza de Chamberí dedicada a Francisco Largo Caballero, sindicalista y presidente del Consejo de Ministros durante la Segunda República.
Las organizaciones vecinales y activistas vinculadas con el barrio y con iniciativas ciudadanas de este tipo lanzaron una campaña en redes sociales con los hashtags #ElMuralNoSeToca y #ElMuralSeQueda. Además, se creó una petición en Change.org para que no se borrara el mural, que en menos de una semana consiguió su objetivo de 50 000 firmas. Aparte de las acciones digitales, el 24 de enero de 2021, diversos colectivos vecinales y activistas de Madrid realizaron una concentración delante del mural como protesta ante su pretendida eliminación.
El intento de eliminación fue cubierto por prensa internacional, como el diario británico The Guardian, que lo calificó de «guerra cultural», y criticado por el presidente del gobierno, Pedro Sánchez. Finalmente, el 26 de enero los ocho concejales del grupo municipal de Ciudadanos apoyaron una moción de urgencia presentada por Más Madrid para preservar el mural feminista.
El 13 de marzo de 2024, se hizo pública la sentencia, susceptible de ser recurrida, de la Audiencia Provincial de Madrid condenando al militante de Vox Luis Felipe Ulecia, que fue vicesecretario de Juventudes de Vox y ocupó el puesto 12 de este partido político en la lista al Ayuntamiento de Madrid en las elecciones municipales de 2023, a cinco meses de prisión, una multa de 1350 euros y la obligación de indemnizar al Ayuntamiento de Madrid con los 10 065 euros que había costado el mural por colaborar en la vandalización del mismo, al considerar probada su complicidad en el acto. Fue el único acusado en el juicio iniciado el 27 de febrero de 2024, donde se le imputaron un delito contra la dignidad y un delito contra el patrimonio artístico, por los que la Fiscalía pidió tres años de cárcel.

### Vandalizaciones y restauraciones del mural

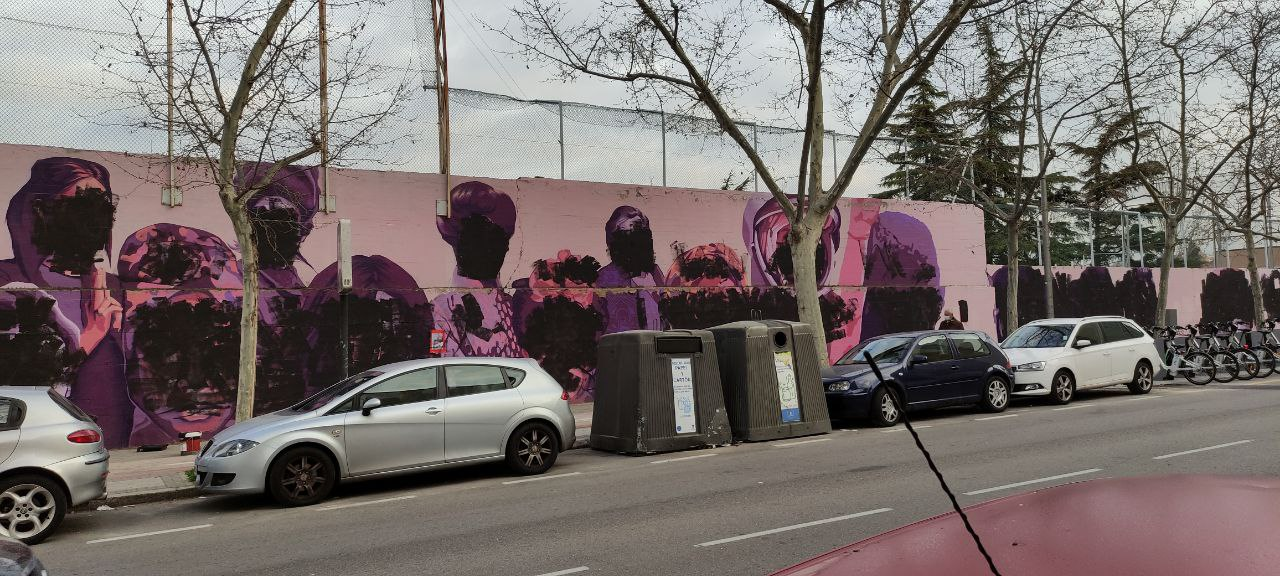
Imagen del mural vandalizado el 8 de marzo de 2021.

La madrugada del 8 de marzo de 2021, en la conmemoración del Día Internacional de la Mujer, el mural fue vandalizado por colectivos de extrema derecha que borraron el mensaje y taparon las caras de las 15 mujeres con pintura negra, usando también pancartas en las que se podía leer «terrorista», «abortista» y «comunista». El Ayuntamiento de Madrid condenó el ataque a la obra y se comprometió a restituir el mural. Tras el ataque, los vecinos cubrieron parte del mural con reproducciones de los rostros pintados.
Macarena Olona, abogada y política del partido Vox, había publicado un tuit el 24 de enero alentando a la destrucción del mural por lo que fue señalada como una de las incitadoras del acto de vandalismo.
A finales de agosto de 2021 el colectivo Unlogic Crew, autores del mural, restauraron la obra y aplicaron un barniz para protegerlo. Por decisión del Ayuntamiento de Madrid, en esta ocasión la participación de la ciudadanía estuvo vetada debido a una cláusula en el contrato. El nuevo mural se inauguró el 29 de agosto con una celebración en la que los vecinos agradecieron a los artistas su labor y estos alabaron la victoria de la lucha vecinal considerándola como un ejemplo de lo que se puede conseguir. El mural fue vandalizado de nuevo en diciembre de 2021 y limpiado en febrero de 2022, sin que fuese necesario el repintado debido al barniz protector. La obra fue vandalizada por tercera vez en junio de 2022 con frases como «muerte al fascismo morado» o «justicia para los hombres valientes».

### Otras obras vandalizadas
Además del acto de vandalismo contra «La unión hace la fuerza» otros murales fueron atacados en fechas próximas. En Alcalá de Henares una obra de arte encargada por el Ayuntamiento que representaba a diez pioneras del feminismo fue vaciada con pintura sobre los rostros de las mujeres representadas el día 7 de marzo. En el centro cultural de Colmenarejo un mural de lana realizado por la asociación Tejiendo Colmenarejo fue quemado la madrugada del mismo día. En Huelva, un mural feminista pintado por la artista Cynthia Veneno junto a Mujeres 24 Horas el 6 de marzo fue vandalizado con esvásticas y borrado de rostros. Una pancarta con mensajes feministas colocada en la valla exterior del edificio de la Diputación de Sevilla fue destruida. El mural feminista de Gandía, que muestra los rostros de mujeres como Simone de Beavoir, María Zambrano y Violeta Parra, fue atacado por segundo año consecutivo. Otra obra vandalizada, en junio de 2022, fue el mural dedicado a la maestra Justa Freire, realizado en Aluche por Unlogic Crew.

## Influencia posterior

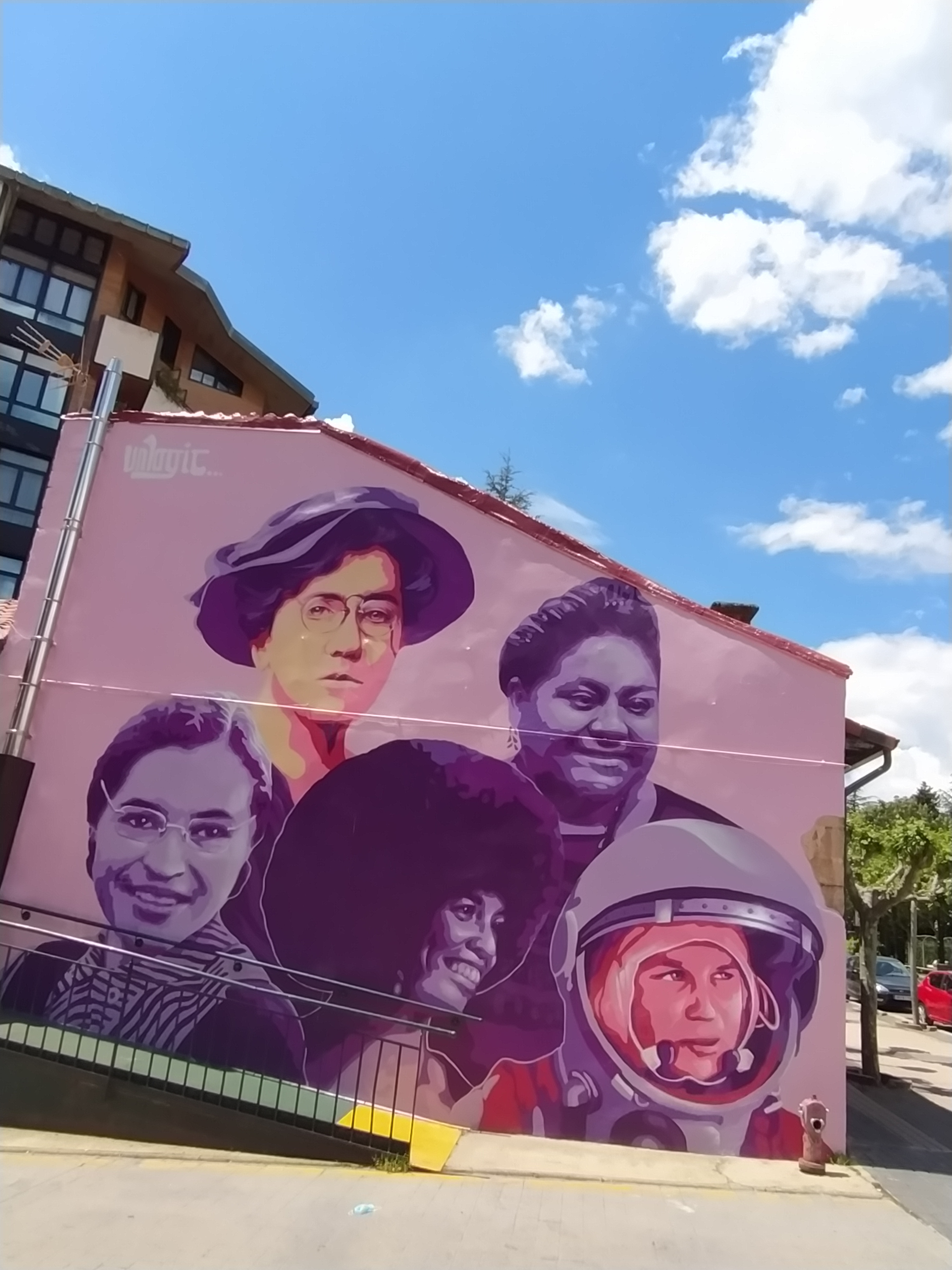
Réplica del mural realizada en Soria.

A raíz de los ataques e intentos de destrucción del mural se han realizado múltiples réplicas como forma de protesta y apoyo, destacando la de un instituto de Puente Genil (Córdoba), la de Alcalá de Henares (encargada por el Ayuntamiento de esta localidad), la de la Estación de Getafe Central (promovida por el Ayuntamiento de Getafe), la de La Laguna o la de Móstoles. Los artistas de Unlogic Crew también han materializado reproducciones en Soria (encargada por el Ayuntamiento de la localidad), en Calahorra (pintada a iniciativa del Gobierno de La Rioja) y en Rivas-Vaciamadrid (promovida por su ayuntamiento). Las réplicas de Alcalá de Henares y Getafe han sido vandalizadas (la copia de Getafe fue restaurada por los autores y vecinas del municipio el 14 de marzo).
Por su parte, un mes después del ataque la corporación municipal del Ayuntamiento de Fuenlabrada aprobó una moción para realizar una réplica o similar a cargo de una artista internacional, y que pasará a formar parte del Museo Urbano al aire libre del municipio. También otros ayuntamientos y centros educativos han encargado copias totales o parciales del mural al colectivo Unlogic Crew. Entre éstas están las localidades de Alcorcón, Valencia, Geldo (Castellón) y San Sebastián de los Reyes y dos colegios de los madrileños distritos de Retiro y Chamartín han solicitado réplicas. Fuera de España el mural también ha sido replicado en el caso del Liceo Español Luis Buñuel de París.

## Técnica artística
El mural se pintó de forma participativa: varios vecinos y grupos de niños colaboraron con los artistas de Unlogic. La ejecución se llevó a cabo mediante la técnica del cuarteado: se establecieron áreas de trabajo que los participantes rellenaron con los colores indicados por los coordinadores. La pintura plástica fue aplicada mediante rodillos y brochas, y rematada con spray para las luces. Los colores elegidos fueron cinco tonos de morado (por su vinculación con el 8M) y dos de rojo.

## Mujeres representadas
En el mural, fueron representadas quince mujeres:
- la activista mexicana Comandanta Ramona,
- la activista afroamericana Rosa Parks,
- la poetisa y rapera española Gata Cattana,
- la cantante, compositora y pianista estadounidense Nina Simone,
- la francotiradora soviética Liudmila Pavlichenko, que luchó en la Segunda Guerra Mundial contra los nazis,
- la actriz estadounidense Emma Stone interpretando a la exjugadora de tenis Billie Jean King,
- la periodista japonesa Kanno Sugako,
- la pintora y activista mexicana Frida Kahlo,
- la activista anarquista rusa Emma Goldman,
- la escritora nigeriana Chimamanda Ngozi Adichie,
- la cosmonauta soviética Valentina Tereshkova,
- la política y activista afroamericana Angela Davis,
- la activista feminista española Rosa Arauzo, vecina de Ciudad Lineal y defensora de la igualdad de las mujeres,
- la militante anarcosindicalista y antifranquista española Antònia Fontanillas Borràs,
- y la líder indígena guatemalteca y Premio Nobel de la Paz Rigoberta Menchú.